# Ligeti Sándor
Ligeti Sándor, Auer (Kaposvár, 1890. november 5. – koncentrációs tábor, 1945.) magyar szociológus, író, bankigazgató.

## Életútja
Auer Soma (1805–1889) templomfestő és Lázár Janka fiaként született. A budapesti egyetemen szerzett államtudományi doktorátust, majd a bankszakmában dolgozott. 1904-ben Auer családi nevét Ligetire változtatta. 1918. július 28-án Budapesten, a Józsefvárosban házasságot kötött Somogyi Ilona szemészorvossal (Ligeti Ilona, szül. 1893. jan. 14.–1981). 1917-ben Dicsőszentmártonban telepedett le, ahol 1920-tól a Küküllővölgyi Kereskedelmi és Iparbank igazgatója, s Cartea Românească címen nyomdai vállalatot létesített. Az 1926-ban Kolozsvárt és Marosvásárhelyen alapított román-magyar Társadalomtudományi Társaság tagja. 1929-től a Kereskedelmi Hitelbank igazgatója Kolozsvárt.
Közgazdasági, társadalomtudományi és külpolitikai írásait a Keleti Újság, Új Kelet, Korunk, A Jövő Társadalma, Független Újság közölte. Herbert Spencer organikus szociológiájának követője. Felfogására jellemző A fejlődés törvényszerűsége c. vitacikke (Korunk, 1926/9), mely szerint "... nem alkonyodik le a nyugati kultúra. Rabindranáth Tagoréval ősi és mégis nekünk friss kultúra jött felénk keletről, s egy kiegyenlített, technikai kultúrával párosult új, lelki kultúra lesz az eredő." Két tanulmánykötete Osvát Kálmán szerint "egy társadalmi reformer jóhiszemű állásfoglalása. Fizikai és biológiai törvények uralmát véli bizonyítottnak a társadalmi élet tényeiben és – sok optimizmussal – ennek a belátásnak terjedésétől várja az ember örök boldogságát, a jobb jövőt." Elbeszéléseit a Korunk elmarasztalta, viszont az Erdélyi Helikonban Szenczei László eszményien altruista gondolkodását értékeli, kiemelve, hogy A bűvös erszény c. elbeszélésének "...hőse, Rolin, a jobb belátásra jutott tőke képviselője elhatározza: az egyéni hasznot kiküszöböli a gazdasági életből".

## Kötetei
- A társadalmi gazdaság dinamikája (tanulmány, Dicsőszentmárton, 1925)
- Az erkölcs keletkezése és fejlődése (tanulmány, Kolozsvár, 1927)
- A bűvös erszény (elbeszélések, Kolozsvár, 1934)